# Ingensche veer

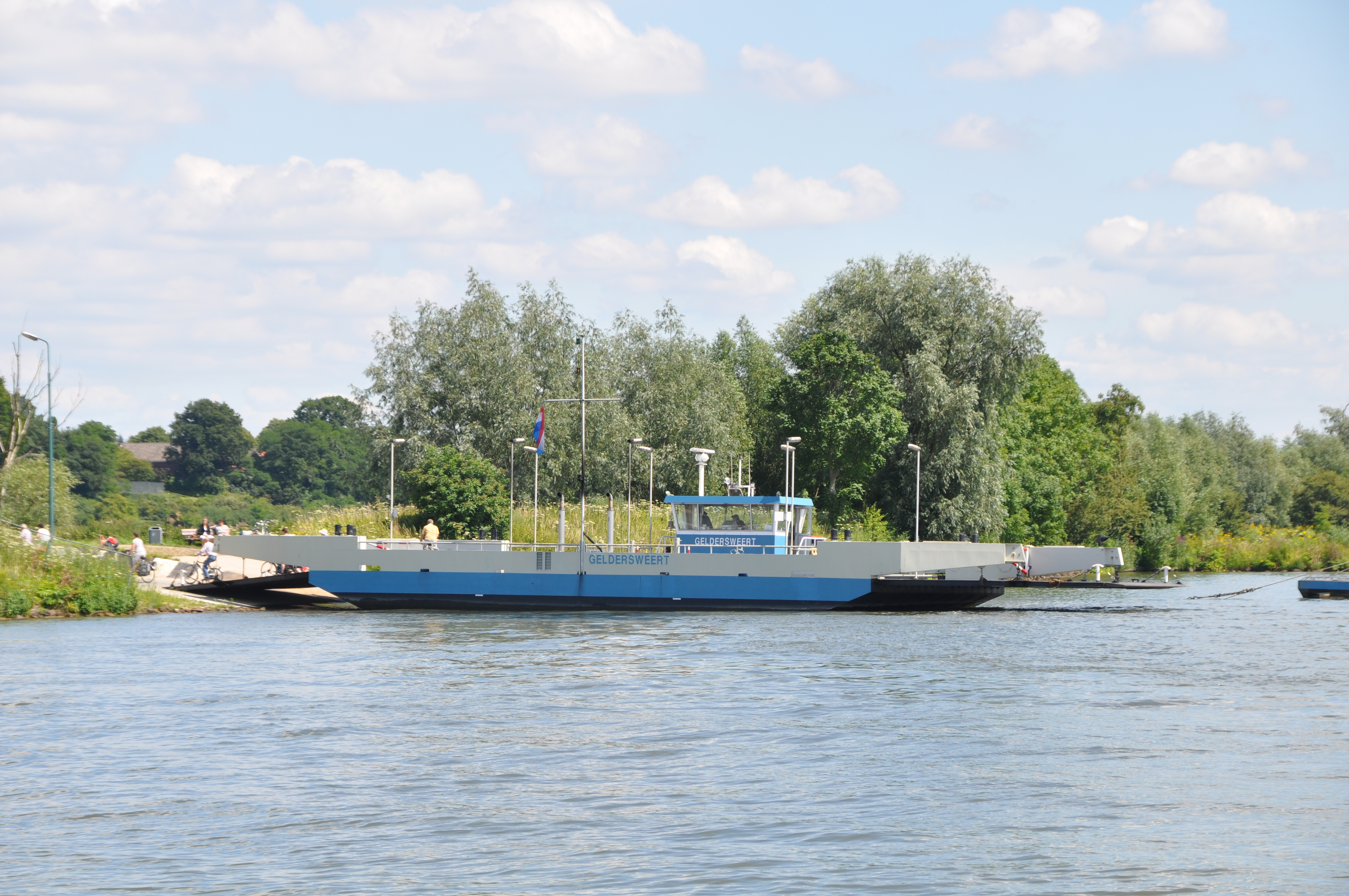
Pont Geldersweert

Het Ingensche Veer is de veerverbinding tussen Ingen en Elst (Utrecht) over de Nederrijn. De eerste akte waarin dit veer wordt vermeld dateert uit 1486, al was er voor deze tijd al een veer bij Verhuizen, wat als de voorloper van het Ingense veer beschouwd kan worden.

## Het veerrecht
Het veerrecht was een heerlijk recht, een soort vergunning om binnen een bepaald gebied een veerverbinding te mogen starten en onderhouden. Alleen de adel kon aanspraak maken op deze heerlijke rechten. In 1795 werden de heerlijke rechten afgeschaft; alle rechten kwamen in het bezit van de staat. In 1814 werd het recht op het houden van een veerverbinding, inmiddels ook wel de 'veerconcessieën' genoemd, teruggeven aan de oorspronkelijke eigenaren. In Ingen was dit destijds Vincent Maximiliaan van Tuyll van Serooskerken, de broer van Belle van Zuylen. Hoewel het veerrecht sinds 1795 dus geen adellijk recht meer was, bleef het Ingense veerrecht tot in 1912 in handen van de adel. In dat jaar verkocht A.W.J.J. baron van Nagell het veer te Ingen dat gedurende 159 jaar in eigendom was geweest binnen zijn familie.

### Onder het leenstelsel
Het Ingense veer(recht) is eeuwenlang een leen geweest van de graven van Culemborg. Ergens aan het eind van de 17e eeuw is het verkocht aan de naburige graafschap Buren, waar de Oranjes sinds 1551 de scepter zwaaiden. Doordat de graven van Culemborg in financiële problemen waren geraakt hebben zij in deze periode meerdere bezittingen moeten verkopen. Zo verkochten zij onder andere de heerlijkheden Maurik, Eck en Wiel en Ommeren. De oudst bekende leenakte die ondertekend is door de graven van Buren dateert uit 1703. Het leenstelsel is in 1798 afgeschaft, waardoor het veer van Ingen geen leenheren of leenmannen meer kent, en na de teruggave van het veerrecht in 1814, enkel nog eigenaren.

## De exploitatie

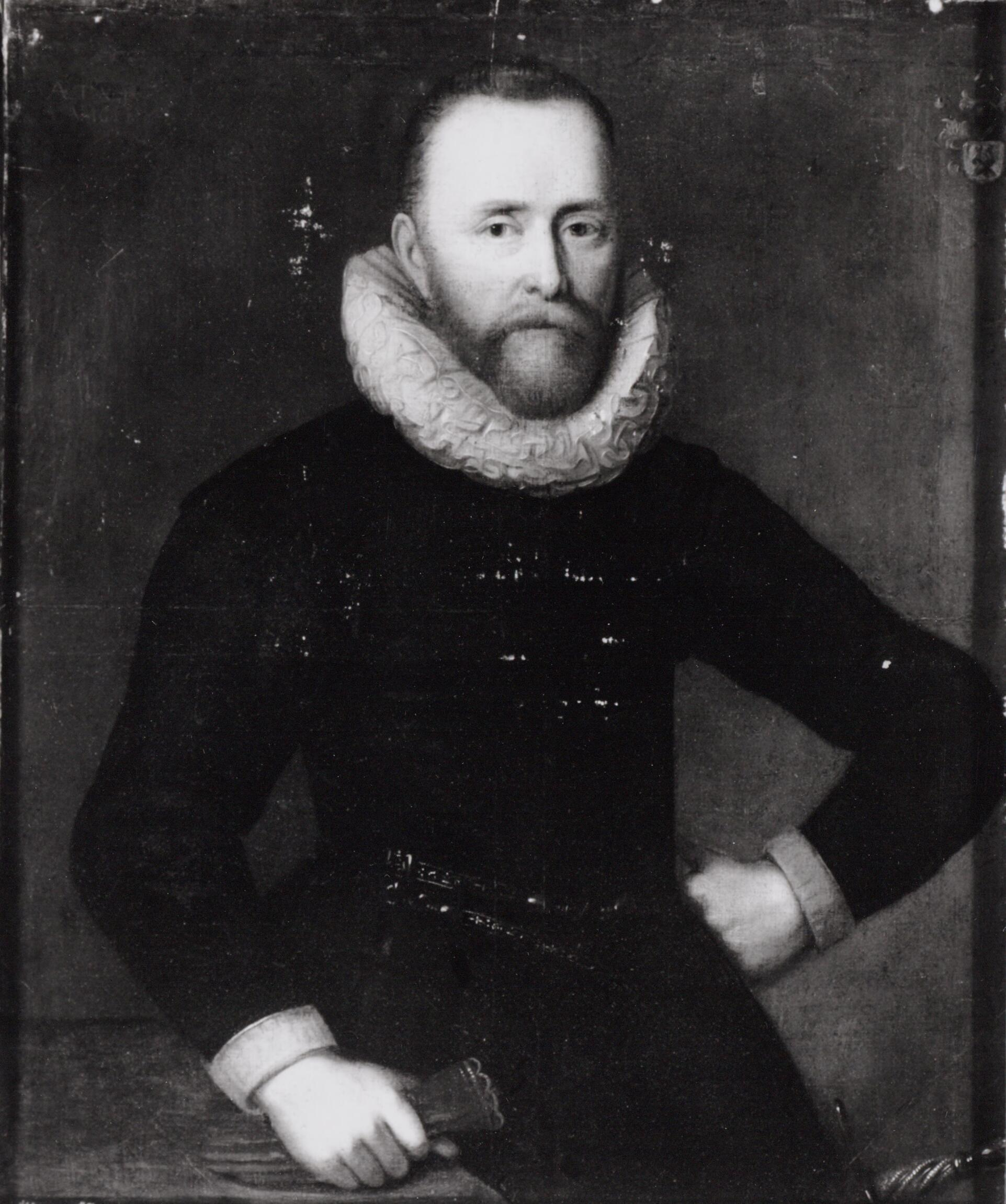
Portret van een man mogelijk Karel Vijgh, bezitter van het veer in 1624

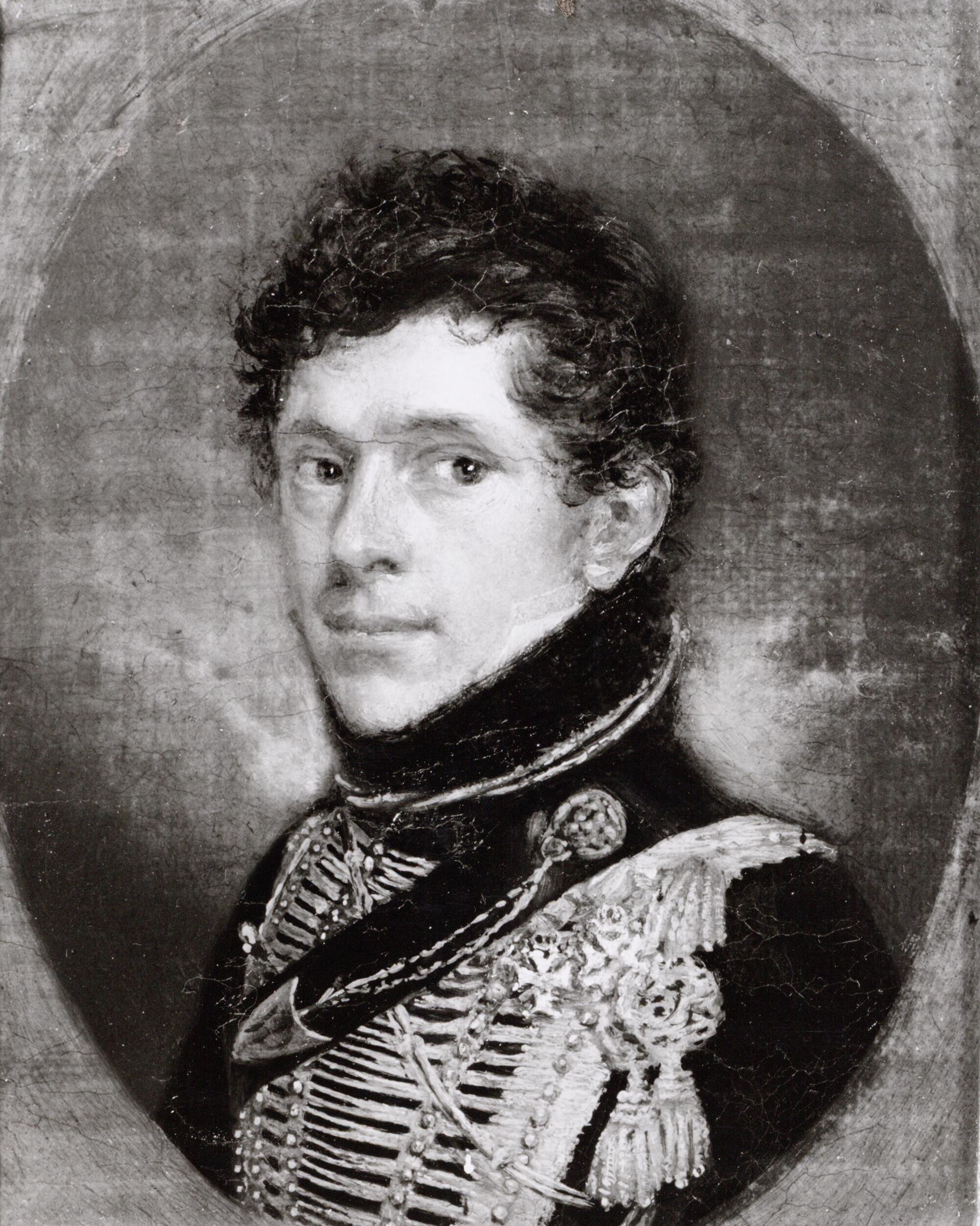
Baron Reinier van Tuyll van Serooskerken, eigenaar van het veer in 1836

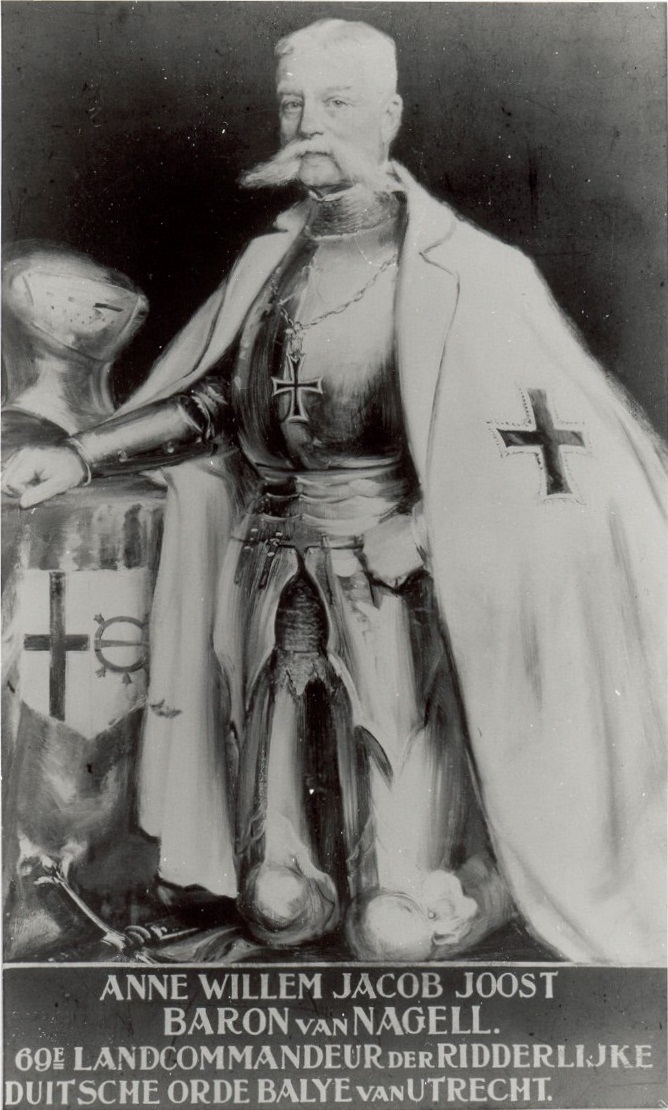
Baron Van Nagell, verkocht het veer in 1912 aan de familie Spies

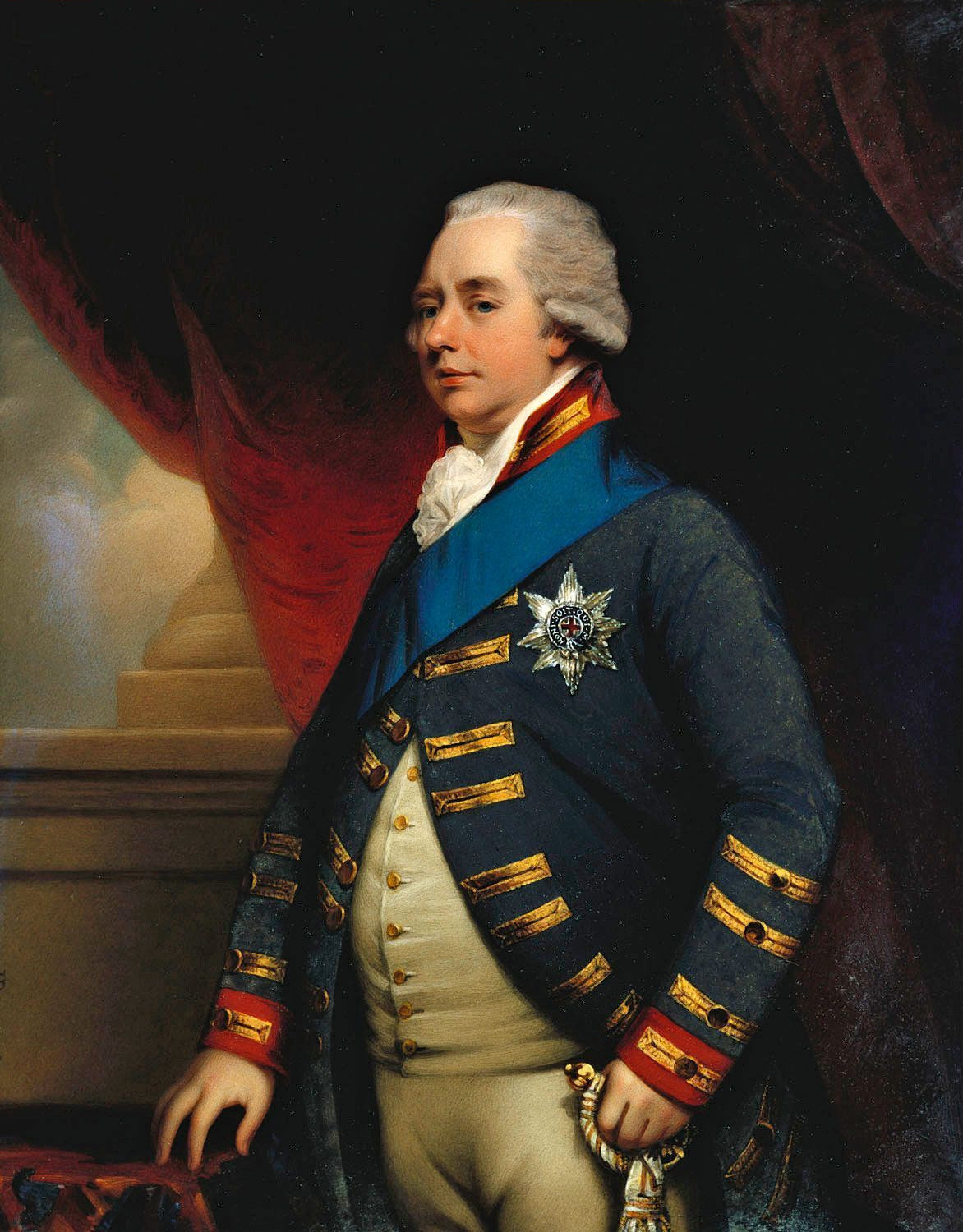
Willem V van Oranje-Nassau, de laatste leenheer van het Ingensche Veer

Het veerrecht (en sinds 1836 ook de veerschuiten en de veerhuizen) werd door de adel doorgaans verpacht aan burgers die de veerverbinding exploiteerden. De familie Van Westrhenen behoorde tot deze exploitanten en heeft het veer, met 185 jaar, het langste geëxploiteerd: van 1716 tot 1907 met een onderbreking van 6 jaar in de periode 1831-1837.

### Tachtigjarige Oorlog
Rond 1624 was Karel Vijgh eigenaar of leenman van het veer. In dit jaar probeerden de Spanjaarden geregeld het Gelderse en Utrechtse gebied binnen te dringen. Het garnizoen dat verantwoordelijk was voor de bewaking van de zuidgrens van Utrecht, besloot om de veerschuiten 's nachts telkens aan de Elsterse kant vast te leggen, uit angst dat Spaanse spionnen 's nachts met de schuiten het Stichtse binnen zouden varen. Na beklag van de Ingense veerman stuurde Karel enkele musketiers naar het veer om hier een einde aan te maken.

### Twisten met de heer van Eck en Wiel
Rond 1800 kregen Gerrit van Westrhenen en zijn vrouw Judith de Leeuw, een vergunning voor de aanleg van een pontveer, voor die tijd was nog enkel sprake van een voetveer. Evert Johan van Neukirchen genaamd Nyvenheim achtte dit in strijd met zijn rechten op het nabij gelegen veer te Wiel, ging een alliantie aan met de stad Rhenen en daagde Gerrit van Westrhenen op 24 december 1804 voor het Hof van Gelderland. Hij eiste dat het Ingense veer weer teruggebracht zou worden tot de status van voetveer en wilde op deze manier zijn monopolie op de overtocht in de omgeving behouden. Dit duurde voort tot 1809, in dat jaar werd de kwestie door het Hof van Gelderland voorgelegd aan de minister van Buitenlandse Zaken, Willem Frederik Röell.
In 1809 overleed Van Westrhenen en in 1812 overleed Nyvenheim. Beide weduwes hebben het proces voortgezet en uiteindelijk verloor de douarière Nyvenheim in 1821. In 1821 gaf koning Willem I der Nederlanden toestemming voor de aanleg van een pontveer.

### Heden
In 1907 nam de familie Spies de exploitatie over, het veer en de veerrechten kochten zij in 1912 van baron Van Nagell.
De huidige pont heet Geldersweert en is in 2003 in bedrijf genomen. Deze naam refereert aan de nabij het veer gelegen uiterwaard, de Gelderse Waard of Gelderse Weerd geheten, ook is het de naam van het kasteel Geldersweert dat ooit ten westen van het Ingense veer in de gelijknamige uiterwaard stond.

## Leenheren, eigenaren en exploitanten van het Ingensche Veer 1486- anno nu
| Eigenaar (leenheer)                                                      | Periode     | Bezitter (leenman)                                                          | Periode    | Exploitant (pachter)                    | Periode     |
| ------------------------------------------------------------------------ | ----------- | --------------------------------------------------------------------------- | ---------- | --------------------------------------- | ----------- |
|                                                                          |             | Johan van Zuylen van den Natewisch, heer van Zuylenstein en de Natewisch    | .... -1486 |                                         |             |
|                                                                          |             | Allart en Henrick van Eck                                                   | 1486-...   |                                         |             |
|                                                                          |             | Lubbert die Waell, heer van Vronestein                                      | .... -1487 |                                         |             |
|                                                                          |             | Johan van Zuylen van den Natewisch, heer van Zuylenstein en de Natewisch    | 1487-1500  |                                         |             |
|                                                                          |             | Henrick van Zuylen van den Natewisch, heer van de Natewisch                 | 1500-1502  |                                         |             |
|                                                                          |             | Mr. Henrick van Maudwiick (Mondwijk)                                        | 1502-....  |                                         |             |
|                                                                          |             |                                                                             |            | Walraven van Hattem                     | ± 1550      |
|                                                                          |             | Karel Vijgh, heer van Soelen, Aldenhage en De Snor                          | 1624       |                                         |             |
| Philip Theodoor van Waldeck, graaf van Culemborg                         | 1642        |                                                                             |            | Gerrit Cornelisz.                       | 1642        |
| Hendrik Walraad van Waldeck-Eisenberg, graaf van Culemborg               | 1650        |                                                                             |            | Arien Bastiaensz. Krekel                | 1650-1655   |
| George Frederik van Waldeck-Eisenberg, graaf van Culemborg               | 1665        |                                                                             |            |                                         |             |
| Willem III van Oranje, graaf van Buren                                   | .... -1702  | Maria de Bedarides, dochter van Daniel de Bedarrides, heer van Geldersweert | 1665-1703  | Peter Cornelisz. de Banck               | 1683        |
| Johan Willem Friso van Nassau-Dietz, graaf van Buren                     | 1702-1711   | David ten Hove, heer van Rhijnauwen                                         | 1703-1727  | Johannes Peregrinus                     | 1716        |
| Willem IV van Oranje-Nassau, graaf van Buren                             | 1711-1751   | Melchior ten Hove, Rhijnauwen, Sleeburg en Nieuwaal                         | 1727-1750  | Adriaan (Arien) van Westrhenen          | 1716-1757   |
| Willem V van Oranje-Nassau, graaf van Buren                              | 1751-1795   | David ten Hove, heer van Sleeburg, Nieuwaal, Den Bosch en De Breur          | 1750-1753  | Jan Ariensz. van Westrhenen             | 1757-1789   |
| Afschaffing leenstelsel                                                  | 1795        | Carel Lodewijk de Pagniet, heer van Kermestein en IJzendoorn                | 1753-1786  | Gerardus Jansz. (Gerrit) van Westrhenen | 1789-1831   |
| Vincent Maximiliaan baron van Tuyll van Serooskerken, heer van Coelhorst | 1786-1836   |                                                                             |            | Gebroeders Van Oort en Jan van Wijk     | 1831-1837   |
| Vincent Johan Reinier baron van Tuyll van Serooskerken                   | 1836-1850   |                                                                             |            | Peter Gerardsz. van Westrhenen          | 1837-1876   |
| Jasper Hendrik baron van Zuylen van Nievelt, heer van de Schaffelaar     | 1850-1890   |                                                                             |            | Peter van Westrhenen                    | 1876-1894   |
| Anne Willem Jacob Joost baron van Nagell, heer van de Schaffelaar        | 1890-1912   |                                                                             |            | Peter (Pieter) van Westrhenen           | 1894-1907   |
| Familie Spies                                                            | 1912- heden |                                                                             |            | Frans Spies (familie Spies)             | 1907- heden |